# Parrot (cráter)

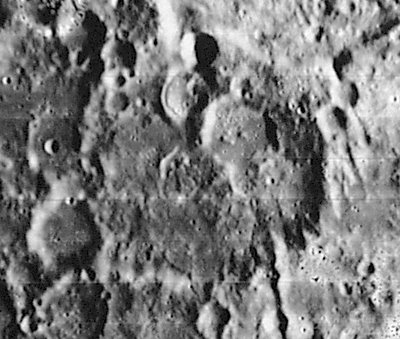
Otra fotografía de la misión Lunar Orbiter 4

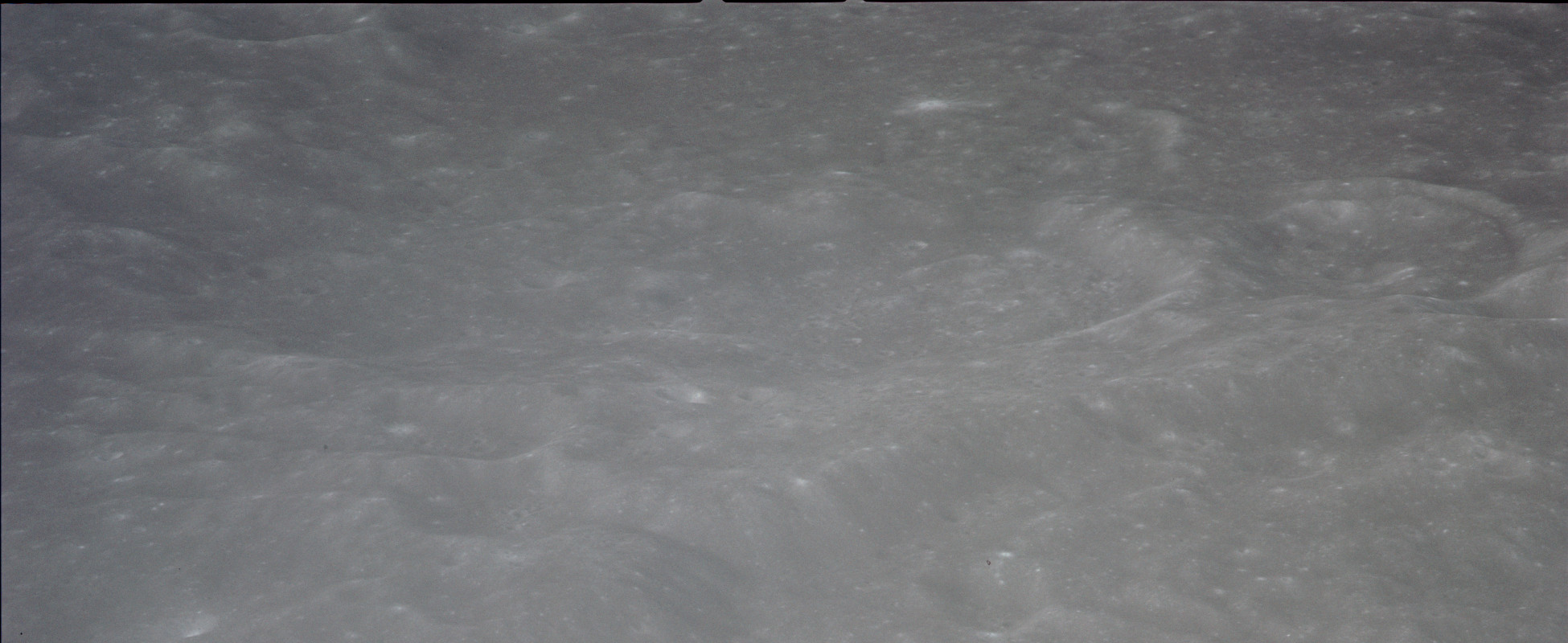
Fotografía de la misión Apolo 14

Parrot aparece como los restos de un cráter de impacto lunar, casi completamente desgastado. Se ubica en las tierras altas accidentadas de la parte sur-central de la cara visible de la Luna. Está unido al borde sur del cráter Albategnius, con el pequeño cráter Vogel al este y Arzachel al sureste.
|  |

Solo se mantienen algunos pequeños restos del borde suroeste de Parrot, habiendo sido las otras secciones de la pared desgastadas y alisadas por la erosión del impacto. Los restos de un par de cráteres que se solapan ocupan gran parte del suelo norte del cráter, y el resto es irregular pero relativamente plano. No queda ningún pico central.
Una grieta se interseca con el borde, en el sureste y parte del sector norte, siguiendo una línea intermitente desde el sur-sureste hacia el noroeste.

## Cráteres satélite
Por convención estos elementos son identificados en los mapas lunares poniendo la letra en el lado del punto medio del cráter que está más cercano a Parrot.
|        | \| Parrot \| Coordenadas \| Diámetro \| \| ------ \| --------------------------- \| -------- \| \| A \| 15°18′S 2°06′E / -15.3, 2.1 \| 21 km \| \| B \| 13°36′S 2°30′E / -13.6, 2.5 \| 10 km \| \| C \| 18°30′S 1°12′E / -18.5, 1.2 \| 31 km \| \| D \| 14°12′S 3°36′E / -14.2, 3.6 \| 21 km \| \| E \| 16°00′S 2°18′E / -16.0, 2.3 \| 20 km \| \| F \| 16°06′S 1°24′E / -16.1, 1.4 \| 19 km \| \| G \| 17°24′S 2°36′E / -17.4, 2.6 \| 28 km \| \| H \| 17°36′S 1°12′E / -17.6, 1.2 \| 19 km \| \| J \| 17°00′S 1°48′E / -17.0, 1.8 \| 23 km \| \| K \| 14°06′S 1°48′E / -14.1, 1.8 \| 44 km \| \| L \| 18°00′S 0°54′E / -18.0, 0.9 \| 7 km \| \| M \| 18°00′S 2°00′E / -18.0, 2.0 \| 7 km \| \| N \| 13°48′S 0°30′E / -13.8, 0.5 \| 5 km \| \| O \| 16°54′S 2°36′E / -16.9, 2.6 \| 10 km \| \| P \| 18°36′S 3°00′E / -18.6, 3.0 \| 6 km \| \| Q \| 15°06′S 1°06′E / -15.1, 1.1 \| 5 km \| \| R \| 13°30′S 3°12′E / -13.5, 3.2 \| 10 km \| \| S \| 15°54′S 3°36′E / -15.9, 3.6 \| 10 km \| \| T \| 15°54′S 4°12′E / -15.9, 4.2 \| 8 km \| \| U \| 14°06′S 4°30′E / -14.1, 4.5 \| 10 km \| \| V \| 13°12′S 0°48′E / -13.2, 0.8 \| 24 km \| \| W \| 13°12′S 1°30′E / -13.2, 1.5 \| 5 km \| \| X \| 14°30′S 1°54′E / -14.5, 1.9 \| 4 km \| \| Y \| 13°54′S 0°42′E / -13.9, 0.7 \| 10 km \| |          |
| Parrot | Coordenadas | Diámetro |
| A      | 15°18′S 2°06′E / -15.3, 2.1 | 21 km    |
| B      | 13°36′S 2°30′E / -13.6, 2.5 | 10 km    |
| C      | 18°30′S 1°12′E / -18.5, 1.2 | 31 km    |
| D      | 14°12′S 3°36′E / -14.2, 3.6 | 21 km    |
| E      | 16°00′S 2°18′E / -16.0, 2.3 | 20 km    |
| F      | 16°06′S 1°24′E / -16.1, 1.4 | 19 km    |
| G      | 17°24′S 2°36′E / -17.4, 2.6 | 28 km    |
| H      | 17°36′S 1°12′E / -17.6, 1.2 | 19 km    |
| J      | 17°00′S 1°48′E / -17.0, 1.8 | 23 km    |
| K      | 14°06′S 1°48′E / -14.1, 1.8 | 44 km    |
| L      | 18°00′S 0°54′E / -18.0, 0.9 | 7 km     |
| M      | 18°00′S 2°00′E / -18.0, 2.0 | 7 km     |
| N      | 13°48′S 0°30′E / -13.8, 0.5 | 5 km     |
| O      | 16°54′S 2°36′E / -16.9, 2.6 | 10 km    |
| P      | 18°36′S 3°00′E / -18.6, 3.0 | 6 km     |
| Q      | 15°06′S 1°06′E / -15.1, 1.1 | 5 km     |
| R      | 13°30′S 3°12′E / -13.5, 3.2 | 10 km    |
| S      | 15°54′S 3°36′E / -15.9, 3.6 | 10 km    |
| T      | 15°54′S 4°12′E / -15.9, 4.2 | 8 km     |
| U      | 14°06′S 4°30′E / -14.1, 4.5 | 10 km    |
| V      | 13°12′S 0°48′E / -13.2, 0.8 | 24 km    |
| W      | 13°12′S 1°30′E / -13.2, 1.5 | 5 km     |
| X      | 14°30′S 1°54′E / -14.5, 1.9 | 4 km     |
| Y      | 13°54′S 0°42′E / -13.9, 0.7 | 10 km    |